# Ginástica artística nos Jogos Olímpicos de Verão de 2000 - Solo feminino
A competição do solo feminino da ginástica artística nos Jogos Olímpicos de Verão de 2000 foi realizada em Sydney, na Austrália. Esse evento foi disputado no Sydney SuperDome, nos dias 17 (qualificação) e 25 de setembro de 2000 (final).

## Medalhistas
| Ouro   | RUS Elena Zamolodchikova |
| Prata  | RUS Svetlana Khorkina    |
| Bronze | ROU Simona Amănar        |

## Final
| Pos.              | Ginasta                  | Total |
| ----------------- | ------------------------ | ----- |
| Medalha de ouro   | RUS Elena Zamolodchikova | 9.850 |
| Medalha de prata  | RUS Svetlana Khorkina    | 9.812 |
| Medalha de bronze | ROU Simona Amănar        | 9.712 |
| 4                 | ESP Esther Moya          | 9.700 |
| 5                 | CHN Yang Yun             | 9.637 |
| 6                 | ROU Andreea Răducan      | 9.275 |
| 7                 | AUS Lisa Skinner         | 9.012 |